# 硫氰酸亚铁
硫氰酸亚铁是一种无机化合物，化学式Fe(SCN)2，在空气中易被氧化。

## 制备
硫氰酸亚铁可由浓硫氰酸和纯铁丝在氮气中反应制得：
2 HSCN(浓) + Fe → Fe(SCN)2 + H2↑

## 物理性质
硫氰酸亚铁易溶于水、乙醇或乙醚。其三水合物为绿色斜方晶系的结晶，其绿色比硫酸亚铁和氯化亚铁要深。

## 化学性质
硫氰酸亚铁对热不稳定，受热分解。在空气中极易被氧化而变红。